# Cascade (West-Australië)
Cascade is een plaats in de regio Goldfields-Esperance in West-Australië. De plaats maakt deel uit van het lokale bestuursgebied (LGA) Shire of Esperance.

## Geschiedenis
Ten tijde van de Europese kolonisatie leefden de Njunga-Aborigines in de streek. Ze onderscheiden zich van de Wudjari waarvan ze deel uitmaakten doordat ze aan circumcisie deden.
Cascade is een van de recentst gestichte Wheatbelt-dorpen. Het werd in 1976 officieel gesticht en op aanraden van de Shire of Esperance 'Cascade' genoemd. Waarom het zo genoemd werd is niet bekend.

## Voorzieningen
Cascade is een verzamel- en ophaalpunt voor de oogst van de in de streek bij de Co-operative Bulk Handling Group aangesloten graanproducenten.
Cascade heeft een basisschool.

## Bevolking
In 2021 telde Cascade 103 inwoners tegenover 158 in 2006.

## Ligging
Cascade ligt 677 kilometer ten oostzuidoosten van de West-Australische hoofdstad Perth, 117 kilometer ten oosten van Ravensthorpe en 96 kilometer ten noordwesten van Esperance, de hoofdplaats van het lokale bestuursgebied waarvan het deel uitmaakt. Esperance ligt op het kruispunt van de South Coast Highway en de Coolgardie–Esperance Highway.